# جلين سترومبيرغ
جلين سترومبيرغ (بالسويدية: Glenn Strömberg)‏ (مواليد 5 يناير 1960) هو لاعب كرة قدم. يلعب مع منتخب السويد لكرة القدم. سبق له أن لعب في كأس العالم لكرة القدم مع منتخب بلاده.

## مسيرته الكروية
لعب جلين سترومبيرغ خلال مسيرته الاحترافية مع 3 أندية في أربعة عشر موسمًا وسجل خلالها 37 هدفًا ضمن 348 مباراة. حيث فاز في ثلاثة مواسم بالكأس وفي ثلاثة مواسم بالدوري.
خاض جلين سترومبيرغ مسيرته مع نادي غوتبورغ في موسم 1979 ليلعب معه أربعة مواسم، مشاركًا في 97 مباراة سجل خلالها 9 أهداف. ثم انتقل إلى نادي بنفيكا في موسم 1982–83 ولمدة موسمين، حيث شارك في 32 مباراة سجل خلالها 10 أهداف. لينتقل بعدها إلى نادي أتالانتا في موسم 1984–85 ليلعب معه ثمانية مواسم، مشاركًا في 219 مباراة سجل خلالها 18 هدفًا.

## روابط خارجية
- جلين سترومبيرغ على موقع الاتحاد الدولي (مؤرشف)  (الإنجليزية)
- جلين سترومبيرغ على موقع الاتحاد الأوربي (الإنجليزية)
- جلين سترومبيرغ على موقع قاعدة بيانات كرة القدم.إي يو (الإنجليزية)
- جلين سترومبيرغ على موقع ناشيونال فوتبول تيمز (الإنجليزية)